# يوم باكستان
```
يوم باكستان
 
(
بالأردوية
: 
یوم پاکستان
)‏
، أو 
يوم القرار الباكستاني
، أو 
يوم الجمهورية
، هو عطلة وطنية في 
باكستان
 لإحياء ذكرى 
قرار لاهور الذي
 الذي وُقِّع في 23 مارس 1940،
[
1
]
 واحتفالًا باعتماد أول 
دستور لباكستان
، وتحوّل 
دومينيون باكستان
 إلى 
جمهورية باكستان الإسلامية
 في 23 مارس 1956، مما جعل باكستان أول 
جمهورية إسلامية
 في العالم.
[
2
]
 تقدم 
القوات المسلحة الباكستانية
 عرضًا عسكريًا كجزء من الاحتفالات.
[
3
]
```

يحتفل اليوم باعتماد رابطة مسلمي عموم الهند قرار تأسيس دولة باكستان في منارة باكستان، والمتضمن الدعوة إلى إنشاء اتحاد مستقل يضم مقاطعات ذات أغلبية مسلمة تقع في المنطقة الشمالية الغربية والشمالية الشرقية من الأراضي الخاضعة للسيطرة البريطانية في الهند (باستثناء الولايات الأميرية ذاتية الحكم) في 23 مارس 1940. في هذا اليوم صدر قرار ينص على أن المسلمين في الهند يريدون الاستقلال وتأسيس وطن منفصل بعد اضطهادهم في الهند. منذ ذلك الحين يتم الاحتفال باليوم سنويًا في جميع أنحاء البلاد كعيد وطني، وعادة ما تعقد القوات المسلحة الباكستانية عرضًا عسكريًا للاحتفال بالحدث.